# Dizionario illustrato della lingua italiana
Der Dizionario illustrato della lingua italiana (auch: Il dizionario Piccoli della lingua italiana) ist ein Wörterbuch der italienischen Sprache mit 2200 Seiten. Es erschien 1994 in erster Auflage. Die Herausgeberin ist Valeria Bertero. Das Wörterbuch gehört zur Kategorie der Schulwörterbücher. Es erscheint im Verlag Editrice Piccoli.

## Charakteristik
Das für das italienische Pflichtschulwesen gearbeitete Wörterbuch behandelt 25.000 ausgewählte Wörter. Jeder Definition geht ein Beispielsatz voraus, ein didaktisches Verfahren, das man ebenfalls im französischen Dictionnaire du français vivant findet. Die Wörter werden nach Wortfamilien gruppiert, aber nur soweit die Auffindbarkeit nicht gefährdet ist. Ableitungen mit Präfixen wie sguinzagliare (s + guinzaglio) werden nicht gruppiert, und es findet sich auch kein Verweis vom Grundwort zur Ableitung. Eine Randleiste enthält Information zur Etymologie sowie zu Synonymen und Antonymen (nach Definitionen geordnet).
1850 sogenannte „Fenster“ enthalten im Einzelfall reiche Information zur Grammatik (Verbformen), zur Ableitung, zu Kollokationen und Redewendungen und zur Etymologie. 350 Artikel sind mit Illustration versehen. 50 Bildtafeln illustrieren einzelne Kategorien wie Fahrzeuge oder Blumen. In einem Anhang findet man die Auflösung von Abkürzungen und Eigennamen (Etymologie), ferner Tierlaute, Bewohnernamen (Siena = senesi), Redewendungen und Fremdwörter.
Das für den fremdsprachlichen Italienischlerner hervorragend geeignete Wörterbuch ist außerhalb Italiens nahezu unbekannt.